# 農林水産研修所
農林水産研修所（のうりんすいさんけんしゅうじょ、英:Training Institute of Agricultural Adoministration）は、農林水産省の施設等機関。農林水産省設置法第四条第一項第八十四号に規定する政令で定める文教研修施設。
農林水産省の職員並びに農林水産省の所掌事務に係る事項を担当する地方公共団体及びこれに準ずる団体の職員に対し、その職務を行うのに必要な研修（森林技術総合研修所の所掌に属するものを除く）を行う事務を所掌している。

## 組織
- 所長（1人）[3]
  - 副所長（1人）[3]
    - 総務課[3]
    - 教務課[3]
    - 技術研修課[3]
    - 研修調整官（1人）[3]
    - 研修企画官（4人）[3]
    - 農福連携研修企画官（1人）[3]
    - 教務指導官（2人）[3]
    - 技術研修指導官（9人）[3]

## 農林水産研修所つくば館
農林水産研修所つくば館（のうりんすいさんけんしゅうじょ つくばかん）は、農林水産研修所に属する研修機関。

### 施設内容
| 施設           | 部屋数 |
| -------------- | ------ |
| 図書資料室     | 1      |
| 会議室         | 2      |
| 講義室         | 1      |
| 農村生活資料室 | 1      |
| 情報技術室     | 1      |

### 沿革

#### 生活技術研修館
- 1959年（昭和34年）7月 - 東京都港区麻布市兵衛町（現・港区六本木）に農林省振興局生活改善課「生活改善技術館」が発足[5]。
- 1966年（昭和41年）4月 - 「生活改善技術研修館」に改称[5]。
- 1990年（平成2年）6月 - 所管する農蚕園芸局生活改善課が同局婦人・生活課に改称し、「生活改善技術研修館」が「生活技術研修館」に改称[5]。
- 1992年（平成4年）10月 - 農蚕園芸局婦人・生活課から農林水産研修所に所属替え[5]。
- 2006年（平成18年）4月 - 東京都港区六本木から茨城県つくば市榎戸に移転[5]。

#### 農業技術研修館
- 1960年（昭和35年）10月 - 茨城県東茨城郡内原町鯉渕（現・茨城県水戸市鯉渕町）に農林省振興局総務課農業研修室が発足[5]。
- 1962年（昭和37年）10月 - 振興局総務課から同局農業機械課に所属替え[5]。
- 1963年（昭和38年）1月 - 所管する振興局農業機械課が振興局から農政局に所属替えし、「農業研修室」から「機械化研修室」に改称[5]。
- 1964年（昭和39年）7月 - 「機械化研修室」から「内原研修室」に改称[5]。
- 1968年（昭和43年）6月 - 農政局農業機械課から同局肥料機械課に所属替え[5]。
- 1972年（昭和47年）5月 - 農政局肥料機械課から同局農政課に所属替えし、「内原研修室」から「農業技術研修館」に改称[5]。
- 1981年（昭和56年）3月 - 農蚕園芸局総務課から農林水産研修所に所属替え[5]。

#### つくば館
- 2009年（平成21年）4月 - 「生活技術研修館」と「農業技術研修館」が統合し、「農林水産研修所つくば館」に改組[5]。

### つくば館水戸ほ場
農林水産研修所つくば館水戸ほ場（のうりんすいさんけんしゅうじょ つくばかん みとほじょう）は、農林水産研修所つくば館のフィールドを使用した研修を行う施設。農作業の安全や新たな農業機械化技術の普及等を目的に、国や地方公共団体、農業協同組合の職員及び海外からの実習生等を研修生と受け入れている。

#### 施設概要
- 敷地面積：374,601 m2[7]
- 延床面積：9,740 m2[7]